# La fecundación de las orquídeas

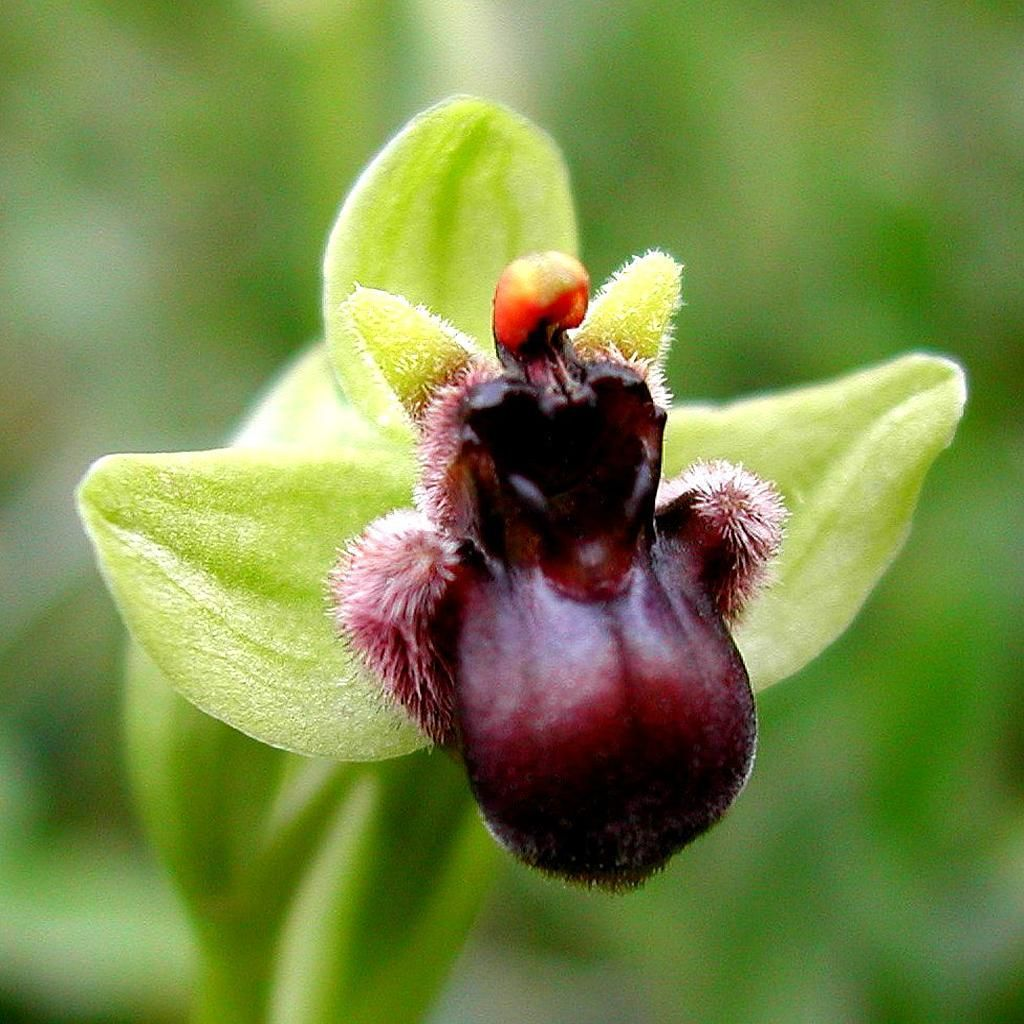
Flor de una de las orquídeas estudiadas por Charles Darwin en su libro.

La fecundación de las orquídeas (Fertilisation of orchids, en inglés) o, más exactamente, "Sobre las variadas estrategias por las cuales las orquídeas británicas y foráneas son fertilizadas por insectos, y sobre los buenos efectos de la polinización cruzada", es un libro escrito por Charles Darwin (1809-1882), publicado el 15 de mayo de 1862 (John Murray, Londres). Pese a que fue muy apreciado por los botánicos de la época, sólo se editaron seis mil ejemplares antes del siglo XX. La segunda edición del libro se publicó en 1877, con un título algo más acotado ("Las variadas estrategias por las cuales las orquídeas son fertilizadas por insectos"). El libro se tradujo a otros dos idiomas durante la vida de Darwin: al francés en 1870 y al alemán en 1877. La primera edición del libro en español, con el nombre "La fecundación en las orquídeas", tuvo que esperar hasta el año 2007 para ver la luz.
En este libro Darwin describió sus observaciones y experimentos acerca de los variados modos en que las orquídeas son polinizadas por insectos y avanzó varias hipótesis acerca del modo en que pueden haber evolucionado esas complejas interacciones. Fue la primera demostración detallada del poder de la selección natural para modelar interrelaciones ecológicas complejas utilizando, para ello, la coevolución entre las orquídeas y sus insectos polinizadores.